# Alosa sapidissima
L'Alosa sapidissima (Wilson, 1811) è un pesce di acqua salata appartenente alla famiglia dei Clupeidi dell'ordine degli Clupeiformes.
Vive in Nord America lungo la costa del Nord Atlantico, da Terranova fino alla Florida, e come specie naturalizzata sulla costa del Pacifico settentrionale.